# Amrasca apicoserrata
Amrasca apicoserrata är en insektsart som beskrevs av Sohi 1977. Amrasca apicoserrata ingår i släktet Amrasca och familjen dvärgstritar. Inga underarter finns listade i Catalogue of Life.